# Anna Enders-Dix
Anna Enders-Dix, geboren als Anna Dix, (* 23. Juni 1874 in Zittau; † 13. Juli 1947 in Weischlitz) war eine deutsche Schriftstellerin.

## Leben und Werk
Sie war die Tochter des Studienrates und Professors am Zittauer Realgymnasium Hermann Dix. 1898 veröffentlichte sie erstmals einen Gedichtband, der den Titel Aus jungen Herzen trug und in Stuttgart bei Greiner und Pfeiffer erschien. Der Erfolg ermutigte sie zu weiteren Werken. 1901 folgte der Band Im Sonnenglanz. Neue Dichtungen und 1903 Psyche. Novellen und Srüche. Im VII. Jahrgang von Bühne und Welt folgten die dramatischen Dichtungen Maja und 1906 der Band Zu Freude und Trost. Auch in folgenden Jahren schrieb sie weitere ähnliche Werke, schrieb Gedichte für Tageszeitungen und verfasste Textdichtungen für Künstlermappen und Kunstblätter. 1922 heiratete sie den 1869 geborenen Maler und Zeichner Albin Enders und zog zu ihm in das vogtländische Weischlitz, wo sie nach dem Zweiten Weltkrieg ein Jahr nach ihrem Gatten starb.

## Ehrungen
In Weischlitz wurde die Enders-Dix-Straße nach ihr benannt.